# Universidad Molise
La Universidad Molise (Università degli Studi del Molise, en italiano), comienza en 1982 en Campobasso (Italia).

## Organización
La universidad está dividida en 6 facultades:
- Facultad de Agricultura
- Facultad de Filosofía
- Facultad de Derecho
- Facultad de Medicina y Cirugía
- Facultad de Economía

## Rectores
- Giovanni Palmerio (1983-1985)
- Gianfranco Morra (1985-1986)
- Mario Formisano (1986-1987)
- Pietro Perlingeri (1987-1990)
- Giovanni Palmerio (luglio-dicembre 1990)
- Lucio d'Alessandro (1990-1995)
- Giovanni Cannata (1995-2013)
- Gianmaria Palmieri (2013-2019)
- Luca Brunese (2019- )